# Саут Бетани
Саут Бетани (енгл. South Bethany) град је у Округу Сасекс у америчкој савезној држави Делавер. По попису становништва из 2010. у њему је живело 449 становника

## Демографија
| Група             | 2000.       | 2010.       |
| Белци             | 488 (99,2%) | 439 (97,8%) |
| Афроамериканци    | 0 (0,0%)    | 0 (0,0%)    |
| Азијати           | 1 (0,2%)    | 0 (0,0%)    |
| Хиспаноамериканци | 0 (0,0%)    | 5 (1,1%)    |
| Укупно            | 492         | 449         |